# 釷燃料循環
釷燃料循環是一種使用釷同位素的核燃料循環，232
Th
，作為增殖材料。在反應器中，232
Th
被轉化成可裂變的人造鈾同位素233
U
，即核燃料。與天然鈾不同，天然釷僅含有微量的裂變物質（例如231
Th
)）不足以引發鍊式核反應。需要額外的裂變材料或其他中子源來啟動燃料循環。在釷燃料反應器中，232
Th
吸收中子產生233
U
這與鈾增殖反應器中的過程相似，即增殖238
U
吸收中子形成裂變239
Pu
。根據反應器和燃料循環的設計，產生的 233
U
要麼就地裂變，要麼透過化學方法從用過的核燃料中分離出來，形成新的核燃料。
與鈾燃料循環相比，釷燃料循環具有多項潛在優勢，包括釷的儲量更為豐富、物理和核特性更為優越、鈽和錒系元素的生成更少，並且在用於傳統輕水反應器時能夠更好地抵禦核武器擴散 （儘管熔鹽反應器除外）。

## 歷史
對全球鈾資源限制的擔憂最初激發了人們對釷燃料循環的興趣。當時設想，隨著鈾儲量的枯竭，釷將作為一種增殖材料補充鈾。然而，對大多數國家來說，鈾資源相對豐富，對釷燃料循環的研究逐漸減少。一個顯著的例外是印度的三階段核電計劃。在 21 世紀，釷據稱具有改善抗擴散和廢物特性的潛力，導致人們對釷燃料循環重新產生了興趣。雖然釷在大陸地殼中的含量比鈾豐富，並且很容易從獨居石（稀土元素開採的副產品）中提取出來，但它在海水中的含量遠低於鈾。
20 世紀 60 年代，橡樹嶺國家實驗室的熔鹽反應器實驗233
U
作為裂變燃料，用於驗證熔鹽增殖反應器（MLR）的一部分，該反應器設計為採用釷燃料循環運作。熔鹽反應器（MSR）實驗評估了釷的可行性，實驗使用溶解在熔鹽流體中的四氟化釷，因此無需製造燃料元件。 1976年，在其負責人阿爾文·溫伯格被解僱後，MSR計畫停止了資助。
1993年，卡洛·魯比亞提出了能量放大器或「加速器驅動系統」（ADS）的概念，他認為這是一種利用現有加速器技術生產核能的新穎且安全的方法。魯比亞的提議提供了焚燒高活度核廢料並從天然釷和貧化鈾中生產能量的潛力。
柯克·索倫森（Kirk Sorensen）曾任美國太空總署（NASA）科學家，現為弗利貝能源公司（Flibe Energy）首席技術專家，他長期以來一直致力於釷燃料循環，尤其是液態氟化釷反應器（LFTR）的推廣。他最初在NASA工作期間研究釷反應器，當時他正在評估適用於月球殖民地的發電廠設計。 2006年，索倫森創辦了「energyfromthorium.com」網站，推廣並提供有關這項技術的資訊。
麻省理工學院2011年的一項研究得出結論，儘管釷燃料循環幾乎沒有遇到任何障礙，但就目前或近期的輕水反應器設計而言，也缺乏實現大規模市場滲透的動力。因此，他們得出結論，儘管釷循環具有潛在的優勢，但在當前的核電市場中，釷循環取代傳統鈾循環的可能性微乎其微。

## 釷的核反應
在釷循環中，燃料的形成過程如下：232
Th
捕獲中子（無論是在快堆或熱堆中）變成233
Th
。這通常會發射一個電子和一個反中微子(
ν
)，藉由
β−
成為233
Pa
 。然後，它以第二個
β−
 發射出另一個電子和反中微子−衰敗成為233
U
，燃料：
{\displaystyle {\ce {{\overset {neutron}{n}}+{^{232}_{90}Th}->{^{233}_{90}Th}->[\beta ^{-}]{^{233}_{91}Pa}->[\beta ^{-}]{\overset {fuel}{^{233}_{92}U}}}}}

### 裂變產物廢棄物
核分裂會產生放射性裂變產物，這些產物的半衰期從幾天到二十多萬年不等。一些毒性研究顯示  ，釷循環可以完全回收錒系元素廢料，只排放裂變產物廢料。幾百年後，釷反應器產生的廢料的毒性甚至低於用於生產同等功率輕水反應器低濃縮鈾燃料的鈾礦石。另一些研究假設會有一些錒系元素的損失，並發現在未來的某些時期，錒系元素廢料在釷循環廢料的放射性中占主導地位。一些裂變產物已被提議用於核嬗變，這將進一步減少核廢料的數量及其必須儲存的時間（無論是在深地質處置庫還是其他地方）。然而，儘管其中一些反應的主要可行性已在實驗室規模上得到驗證，但截至2024年，全球尚未在任何地方進行大規模的裂變產物的蓄意嬗變，而即將啟動的MYRRHA嬗變研究項目主要集中於超鈾廢料。此外，有些裂變產物的截面相對較低，而其他一些裂變產物（例如銫）則以穩定同位素、短壽命同位素和長壽命同位素的混合物形式存在於核廢料中，這使得嬗變依賴於昂貴的同位素分離。

### 錒系元素廢物
在反應爐中，當中子撞擊可裂變原子（例如鈾的某些同位素）時，要麼分裂原子核，要麼被捕獲並發生嬗變。在233
U
，這些嬗變往往會產生有用的核燃料，而不是超鈾廢料。當233
U
吸收一個中子，它要麼裂變，要麼變成 234
U
。吸收熱中子後發生裂變的幾率約為92%；俘獲裂變比為 233
U
約為 1:12，比235
U
 要好（約 1:6），或239
Pu
或241
Pu
（兩者的比例約為 1:3）。
與使用鈾鈽燃料循環的反應器相比，這樣做產生的超鈾廢棄物較少。
234
U
和大多數中子數為偶數的錒系元素一樣，不可裂變，但中子捕獲會產生可裂變的235
U
。如果裂變同位素在中子俘獲時未能裂變，則會產生236
U
，237
Np
，238
Pu
，最終裂變 239
Pu
和鈽的較重同位素。237
Np
可以被移除並作為廢物儲存，或者保留並轉化為鈽，其中更多的鈽發生裂變，而剩餘的鈽則變成242
Pu
首先是鈽，然後是镅和鋦，它們可以作為廢物被移除，或返回到反應器進行進一步的嬗變和裂變。
然而，231
Pa
 （半衰期為3.27×104 年)）透過(n,2n) 反應形成232
Th
（產出231
Th
衰變為231
Pa
 )雖然不是超鈾廢棄物，但卻是造成乏核燃料長期放射毒性的主要原因。 231
Pa原則上可以轉換回232
Th由於其中子吸收截面相對較低，因此相當困難且可能不經濟。

### 鈾-232污染
232
U
也在此過程中形成，透過 (n,2n) 反應，快中子與233
U
，233
Pa
和232
Th
：
{\displaystyle {\begin{aligned}{}\\{\ce {{^{232}_{90}Th}->[+n]{^{233}_{90}Th}->[\beta ^{-}]{^{233}_{91}Pa}{\text{ }}->[\beta ^{-}]{^{233}_{92}U}->[+n-2n]{^{232}_{92}U}}}\\{\ce {{^{232}_{90}Th}->[+n]{^{233}_{90}Th}->[\beta ^{-}]{^{233}_{91}Pa}{\text{ }}->[+n-2n]{^{232}_{91}Pa}->[\beta ^{-}]{^{232}_{92}U}}}\\{\ce {{^{232}_{90}Th}->[+n-2n]{^{231}_{90}Th}->[\beta ^{-}]{^{231}_{91}Pa}{\text{ }}->[+n]{^{232}_{91}Pa}->[\beta ^{-}]{^{232}_{92}U}}}\\{}\end{aligned}}}
與大多數偶數重同位素不同，232
U
也是一種可裂變燃料，當它吸收熱中子時，有一半以上的時間會發生裂變。232
U
 的半衰期相對較短（(68.9 年)），有些衰變產物會發出高能量伽瑪射線，例如220
Rn
, 212
Bi
和特別是208
Tl
的完整衰變鏈，以及半衰期和相關的伽馬能量如下：
232
U

232
U
衰變為 228
Th
加入衰變鏈232
Th

{\displaystyle {\begin{aligned}{}\\{\ce {^{232}_{92}U ->[\alpha] ^{228}_{90}Th}}\ &\mathrm {(68.9\ years)} \\{\ce {^{228}_{90}Th ->[\alpha] ^{224}_{88}Ra}}\ &\mathrm {(1.9\ year)} \\{\ce {^{224}_{88}Ra ->[\alpha] ^{220}_{86}Rn}}\ &\mathrm {(3.6\ day,\ 0.24\ MeV)} \\{\ce {^{220}_{86}Rn ->[\alpha] ^{216}_{84}Po}}\ &\mathrm {(55\ s,\ 0.54\ MeV)} \\{\ce {^{216}_{84}Po ->[\alpha] ^{212}_{82}Pb}}\ &\mathrm {(0.15\ s)} \\{\ce {^{212}_{82}Pb ->[\beta^-] ^{212}_{83}Bi}}\ &\mathrm {(10.64\ h)} \\{\ce {^{212}_{83}Bi ->[\alpha] ^{208}_{81}Tl}}\ &\mathrm {(61\ m,\ 0.78\ MeV)} \\{\ce {^{208}_{81}Tl ->[\beta^-] ^{208}_{82}Pb}}\ &\mathrm {(3\ m,\ 2.6\ MeV)} \\{}\end{aligned}}}

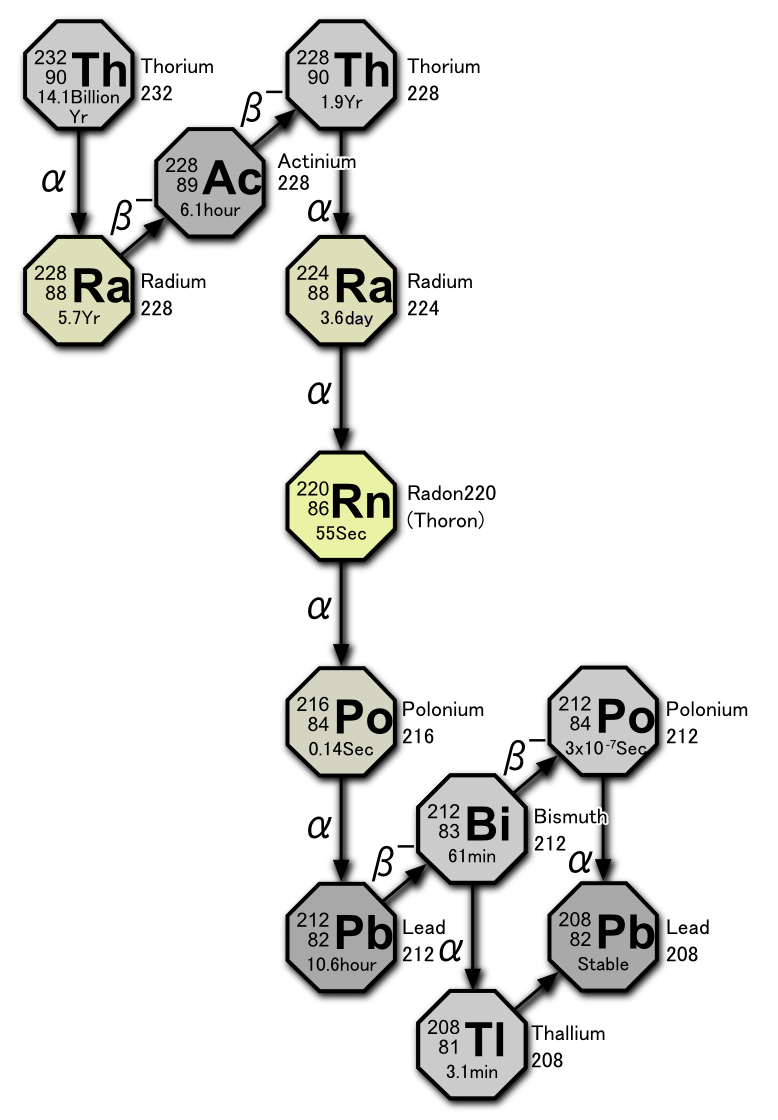
^{232} Th的4n 衰變鏈，通常稱為“釷系衰變鏈”

釷循環燃料會產生強烈的伽馬射線，會損壞電子設備，從而限制其在炸彈中的使用。232
U
不能用化學方法分離來自使用過的核燃料的233
U
 ；然而，從鈾中化學分離釷可以去除衰變產物228
Th
和來自衰變鏈其餘部分的輻射，逐漸累積為228
Th
重新積累。也可以使用熔鹽增殖反應器並分離233
Pa
衰減為233U233
U
。  
硬伽瑪射線發射也會造成放射性危害，需要在後處理過程中進行遠端處理。

## 核燃料
作為一種可增殖材料，釷類似於238
U
，主要成分是天然鈾和貧化鈾。熱中子吸收截面 (σa)和共振積分（中等中子能量的中子截面平均值） 232
Th
約是238
U
的3又1/3。

### 優勢
釷燃料的主要物理優勢在於，它能夠以獨特的方式實現利用慢中子運作的增殖反應堆，也稱為熱增殖反應器。這些反應器通常被認為比傳統的快中子增殖反應器更簡單。雖然由此產生的熱中子裂變截面(σf) 233
U
相當於235
U
和 239
Pu
 ，其俘獲截面(σγ)比後兩種可裂變同位素低得多，從而減少了非裂變中子的吸收，提高了中子經濟性。吸收中子所釋放的中子比率(η)  233
U
在很寬的能量範圍內（包括熱譜）都大於2。鈾鈽循環中的增殖反應器需要使用快中子，因為在熱譜中，一個中子會被239
Pu
平均產生少於兩個中子。
據估計，地殼中釷的儲量約為鈾的三到四倍 ，儘管目前對其儲量的了解有限。目前對釷的需求已透過從獨居石砂中提取稀土元素的副產品來滿足。值得注意的是，釷在海水中的溶解量非常小，因此海水提取並不可行，而鈾的提取則可行。利用增殖反應器，已知的釷和鈾資源均可產生世界級的能源，並持續數千年。
釷基燃料也表現出良好的物理和化學特性，可以提高反應器和儲存庫的性能。與主要的反應器燃料相比，二氧化鈾(UO
2)、二氧化釷 (ThO
2)具有更高的熔點、更高的熱導率和更低的熱膨脹係數。二氧化釷也表現出更高的化學穩定性，並且與二氧化鈾不同，它不會進一步氧化。
因為233
U
 燃料中產生的鈾受到232
U
嚴重污染。在建議的動力反應器設計中，釷基廢核燃料具有固有的抗擴散能力。232
U
不能用化學方法分離233
U
，其幾種衰變產物會釋放出高能量伽瑪射線。這些高能量光子具有放射性危害，因此需要對分離的鈾進行遠端處理，並輔助對此類物質進行被動偵測。
長期來看（約10 3至10 6 年)，常規鈾基乏燃料的放射性危害主要來自鈽和其他次錒系元素，之後長壽命裂變產物再次成為重要貢獻者。單一中子俘獲238
U
 足以產生超鈾元素232
Th
，而98–99% 的釷循環燃料核將裂變為233
U
 或235
U
，因此產生的長壽命超鈾元素較少。因此，釷是混合氧化物核燃料 (MOX) 燃料中鈾的潛在替代品，可以最大限度地減少超鈾元素的生成，並最大限度地銷毀鈽。

### 缺點
使用釷作為核燃料，特別是固體燃料反應器，面臨幾個挑戰：
與鈾不同，天然存在的釷其實是單核種元素，不含可裂變同位素；可裂變材料通常是233
U
，因此為了達到臨界狀態，必須添加鈾（U）或鈽。再加上製造二氧化釷燃料所需的高燒結溫度，使得燃料製造變得複雜。橡樹嶺國家實驗室於1964年至1969年在熔鹽反應器中試驗了四氟化釷作為燃料，預計這種燃料更容易處理，並且更容易與減緩或停止鍊式反應的污染物分離。
在開放式燃料循環中（即利用233
U
）為了實現良好的中子經濟性，需要更高的燃耗。儘管二氧化釷在聖弗蘭堡發電廠和AVR核電廠的燃耗分別達到170,000 MWd/t和150,000 MWd/t時表現良好 ，但在輕水反應器（LWR）中實現這一目標仍面臨諸多挑戰，而輕水反應的絕大多數構成了現有動力堆反應的絕大多數。
在一次釷燃料循環中，釷基燃料產生的長壽命超鈾元素遠少於鈾基燃料，一些長壽命錒系元素產物會構成長期放射性影響，尤其是231
Pa
和233
U
.。在封閉循環中，233
U
 和231
Pa
可以進行再加工。231
Pa
也被認為是輕水反應器中優良的可燃毒物吸收劑。
釷燃料循環的另一個挑戰是232
Th
繁殖到233
U
 .半衰期233
Pa
約 27 天，比半衰期長一個數量級239
Np
。因此，大量233
Pa
在釷基燃料中形成。233
Pa
是一種重要的中子吸收劑，雖然它最終會增殖成可裂變235U，這需要另外兩次中子吸收，從而降低了中子經濟性並增加了超鈾生成的可能性。
或者，如果在封閉燃料循環中使用固體釷，其中233
U
是可回收的，但燃料製造需要遠端處理，因為232
U
的衰變產物會產生高輻射水平。回收的釷也存在同樣的情況，因為228
Th
，它是232
U
衰變序列。此外，與已驗證的鈾燃料回收技術（例如PUREX）不同，釷燃料回收技術（例如THOREX）尚處於開發階段。
儘管232
U
事情變得更加複雜，有公開文件顯示233
U
 曾用於核武試爆。美國試驗了複合 鈾鈽炸彈，在1955 年茶壺行動期間，鈾鈽炸彈核心在軍事效應試驗 (MET) 爆炸中爆炸，但當量遠低於預期。
液芯反應器和熔鹽反應器（例如液態氟化釷反應爐）的支持者聲稱，這些技術可以抵消釷在固體燃料反應器中存在的缺點。

## 釷燃料反應器
釷燃料已用於多種不同類型的反應爐，包括輕水反應爐、重水反應爐、高溫氣相反應爐、鈉冷快中子反應爐和熔鹽反應爐。
| Name                                | Operation period                                                  | Country                                  | Reactor type                                               | Power                                         | Fuel                                                                      |
| ----------------------------------- | ----------------------------------------------------------------- | ---------------------------------------- | ---------------------------------------------------------- | --------------------------------------------- | ------------------------------------------------------------------------- |
| NRX & NRU                           | 1947 (NRX) + 1957 (NRU); Irradiation–testing of few fuel elements | Canada                                   | MTR (pin assemblies)                                       | 20 MW; 200 MW (see)                           | Th+235 U , Test Fuel                                                      |
| Dresden Unit 1                      | 1960–1978                                                         | United States                            | BWR                                                        | 197 MW(e)                                     | ThO2 corner rods, UO2 clad in Zircaloy-2 tube                             |
| CIRUS; DHRUVA; & KAMINI             | 1960–2010 (CIRUS); others in operation                            | India                                    | MTR thermal                                                | 40 MWt; 100 MWt; 30 kWt (low power, research) | Al+233 U Driver fuel, ‘J’ rod of Th & ThO2, ‘J’ rod of ThO2               |
| Indian Point Unit 1                 | 1962–1965                                                         | United States                            | LWBR, PWR, (pin assemblies)                                | 285 MW(e)                                     | Th+235 U Driver fuel, oxide pellets                                       |
| BORAX-IV & Elk River Station        | 1963–1968                                                         | United States                            | BWR (pin assemblies)                                       | 2.4 MW(e); 24 MW(e)                           | Th+235 U Driver fuel oxide pellets                                        |
| MSRE ORNL                           | 1964–1969                                                         | United States                            | MSR                                                        | 7.5 MWt                                       | 233 U molten fluorides                                                    |
| Peach Bottom Unit 1                 | 1966–1972                                                         | United States                            | HTGR, Experimental (prismatic block)                       | 40 MW(e)                                      | Th+235 U Driver fuel, coated fuel particles, oxide & dicarbides           |
| Dragon (OECD-Euratom)               | 1966–1973                                                         | UK (also Sweden, Norway and Switzerland) | HTGR, Experimental (pin-in-block design)                   | 20 MWt                                        | Th+235 U Driver fuel, coated fuel particles, oxide & dicarbides           |
| AVR                                 | 1967–1988                                                         | Germany (West)                           | HTGR, experimental (pebble bed reactor)                    | 15 MW(e)                                      | Th+235 U Driver fuel, coated fuel particles, oxide & dicarbides           |
| Lingen                              | 1968–1973                                                         | Germany (West)                           | BWR irradiation-testing                                    | 60 MW(e)                                      | Test fuel (Th,Pu)O2 pellets                                               |
| SUSPOP/KSTR KEMA                    | 1974–1977                                                         | Netherlands                              | Aqueous homogeneous suspension (pin assemblies)            | 1 MWt                                         | Th+HEU, oxide pellets                                                     |
| Fort St Vrain                       | 1976–1989                                                         | United States                            | HTGR, Power (prismatic block)                              | 330 MW(e)                                     | Th+235 U Driver fuel, coated fuel particles, Dicarbide                    |
| Shippingport                        | 1977–1982                                                         | United States                            | LWBR, PWR, (pin assemblies)                                | 100 MW(e)                                     | Th+233 U Driver fuel, oxide pellets                                       |
| KAPS 1 &2; KGS 1 & 2; RAPS 2, 3 & 4 | 1980 (RAPS 2) +; continuing in all new PHWRs                      | India                                    | PHWR, (pin assemblies)                                     | 220 MW(e)                                     | ThO2 pellets (for neutron flux flattening of initial core after start-up) |
| FBTR                                | 1985; in operation                                                | India                                    | LMFBR, (pin assemblies)                                    | 40 MWt                                        | ThO2 blanket                                                              |
| THTR-300                            | 1985–1989                                                         | Germany (West)                           | HTGR, power (pebble type)                                  | 300 MW(e)                                     | Th+235 U Driver fuel, coated fuel particles, oxide & dicarbides           |
| TMSR-LF1                            | 2023; operating license issued                                    | China                                    | Liquid fuel thorium-based molten salt experimental reactor | 2 MWt                                         | Thorium-based molten salt                                                 |
| Petten                              | 2024; planned                                                     | Netherlands                              | High Flux Reactor thorium molten salt experiment           | 45 MW(e)                                      | ?                                                                         |
| SINAP                               | 2030; planned                                                     | China                                    | thorium-based molten-salt reactor                          | 10 MWt                                        | Thorium-based molten salt                                                 |